# Conferencia de Alto Nivel sobre la lucha contra el Terrorismo
La primera Conferencia de Alto Nivel de las Naciones Unidas de Jefes de Organismos Antiterroristas de los Estados miembros se celebrará los días 28 y 29 de junio de 2018 en la Sede de la Organización, en Nueva York.

## Conferencia de Alto Nivel sobre la lucha contra el Terrorismo, 28 y 29 de junio de 2018
Convocada por el Secretario General, la Conferencia busca crear una nueva asociación para la cooperación multilateral que fortalezca la lucha de la comunidad internacional contra el terrorismo.

La primera Conferencia de Alto Nivel de las Naciones Unidas de Jefes de Organismos Antiterroristas de los Estados Miembros se celebrará los días 28 y 29 de junio de 2018 en la Sede de la Organización, en Nueva York. Convocada por el Secretario General bajo el tema “Fortalecer la cooperación internacional para combatir la amenaza cambiante del terrorismo”, la Conferencia busca crear una nueva asociación para la cooperación multilateral que fortalezca la lucha de la comunidad internacional contra el terrorismo.
En la Conferencia participarán Estados Miembros, representados por jefes de organismos antiterroristas, organizaciones regionales, organizaciones de la sociedad civil y las entidades del Pacto Mundial de Coordinación de la Lucha Antiterrorista de las Naciones Unidas.
Siga la conversación en los medios sociales utilizando la etiqueta: #UNitetoCounterTerrorism.
Organización de las Naciones Unidas

## Tema de la Conferencia de Alto Nivel sobre la lucha contra el Terrorismo
| Año  | Tema                                                                                        |
| ---- | ------------------------------------------------------------------------------------------- |
| 2018 | “Fortalecer la cooperación internacional para combatir la amenaza cambiante del terrorismo” |

## Programa

### Día 1: 28 de junio de 2018
Discurso de apertura del Secretario General (transmisión web) 10.00-10.30
Sesión I: Oportunidades y desafíos en el fortalecimiento de la cooperación internacional mediante el intercambio de información, conocimientos especializados y recursos (privada) 10.30—13.00
Existe un marco internacional sólido para contrarrestar el terrorismo, mediante la Estrategia Global de las Naciones Unidas contra el Terrorismo, las resoluciones de la Asamblea General y el Consejo de Seguridad, así como 19 convenios o convenciones y protocolos internacionales y muchos instrumentos regionales y bilaterales.
Sesión II: Luchar contra la amenaza cambiante de los combatientes terroristas extranjeros (privada)
La amenaza que representan los combatientes terroristas extranjeros afecta a todos los Estados miembros. Los informes indican que, en un momento dado, más de 40.000 combatientes terroristas extranjeros de más de 110 países pueden haber viajado para unirse a grupos terroristas asociados con el Estado Islámico en el Irak y el Levante (EIIL) y Al-Qaida.

### Día 2: 29 de junio de 2018 (transmisión web de todas las sesiones)
Sesión III: Fortalecer la acción mundial para prevenir el extremismo violento, en particular implicando a los jóvenes y previniendo el uso indebido de las nuevas tecnologías e Internet por los terroristas. 10.00-13.00
Con su idealismo, creatividad y dinamismo, los jóvenes son un activo enormemente positivo para nuestras sociedades.
Sesión IV: Fortalecimiento de la función y la capacidad de las Naciones Unidas para ayudar a los Estados Miembros a aplicar la Estrategia Global de las Naciones Unidas contra el Terrorismo. 15.00-17.30
Los Estados miembros son los principales responsables de contrarrestar el terrorismo.
Discurso de clausura del Secretario General 17.30-18.00 (transmisión web)
El Secretario General hará una declaración de clausura.

## Documentos básicos
- Programa
- Actos paralelos en inglés
- Actos paralelos sobre Combatientes terroristas extranjeros en inglés

## Iniciativas de las Naciones Unidas en apoyo de los Estados miembros
2
- Seguridad de la aviación
- Combatientes terroristas extranjeros
- Combatientes terroristas extranjeros
- Gestión de la seguridad fronteriza
- Derechos humanos
- Estrategias regionales de lucha contra el terrorismo
- Lucha contra la financiación del terrorismo
- Apoyo internacional a las víctimas
- Pacto Mundial de las Naciones Unidas
- Lucha contra el terrorismo, prevención del extremismo violento y el papel de la mujer
- Justicia y prevención de la radicalización en las prisiones
- Jóvenes y tecnología